# Cornetto (gelato)
Cornetto è il nome di un cono gelato alla panna con variegatura e copertura al cacao magro e con granella di nocciole e meringhe su cialda wafer, creato nel 1959.

## Storia
Il Cornetto venne inizialmente prodotto in maniera artigianale dalla gelateria Spica di Napoli. Il brevetto venne acquistato nel 1976 dalla multinazionale anglo-olandese Unilever, che iniziò la commercializzazione del prodotto su scala industriale con il marchio Algida in Italia, e sotto i vari marchi di sua proprietà all'estero. La diffusione del Cornetto fu enorme, anche grazie a forti campagne pubblicitarie, tant'è che il termine cornetto è diventato un nome generico per indicare qualsiasi cono gelato industriale di qualsiasi marca, in maniera simile a quanto avvenuto con altri prodotti. Nel corso degli anni, Unilever ha introdotto sul mercato varie versioni di Cornetto. Nel 2018 è stato lanciato sui mercati internazionali cominciando dalla Thailandia, dove opera attraverso il marchio Wall's della sua divisione gelati Heartbrand, una nuova variante del prodotto, l'Unicornetto.

## Tipi
Nota: in grassetto vi sono i gusti ancora in produzione.
- Panna (1959 - in produzione)
- Olimpia cuore di fragola (Fine anni 60)
- Cacao (1999 - in produzione)
- Cornetto Royal (2002)
- Cornetto Love Potion (2004)
- Cornetto Passion (2005)
- Cornetto Royal amarena e cappuccino (2006)
- Cornetto Choco Disc (2007)
- Cornetto Frutti Disc e Cornetto Love Disc (2008)
- Amarena (2008 - in produzione)
- Cornetto Love Chocolate (2009)
- Cornetto Enigma (2010)
- Mini (2011 - in produzione)
- Sbagliato (2013 - in produzione)
- Cocco (2014 - in produzione)
- Caramello (2015 - in produzione)
- Senza Glutine (2017 - in produzione)
- Veggy (2017 - in produzione)
- Esagerato XXL (2018- in produzione)

## Impatto sulla società
- Esiste una Trilogia del Cornetto, composta dai film L'alba dei morti dementi, Hot Fuzz e La fine del mondo, in cui ogni film prende spunto da un tipo di Cornetto differente.[4][5]